# Parley for the Oceans

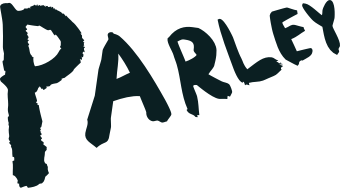
Logo

Parley for the Oceans is een non-profit-milieuorganisatie die zich richt op de bescherming van de oceanen, meer specifiek op het verminderen van watervervuiling en het terugdringen en uit de oceaan halen van plastic. De organisatie werd in 2012 opgericht door Cyrill Gutsch.

## Achtergrond
Voordat hij Parley for the Oceans oprichtte, werkte Gutsch als ontwerper voor bedrijven als Lufthansa, BMW en Adidas. Een ontmoeting met Paul Watson was voor hem aanleiding om in 2012 Parley op te richten.

## Partnerschappen
In 2015 ging Parley for the Oceans een samenwerking aan met Adidas. De twee organisaties legden zich vervolgens samen toe op het vervaardigen van producten die gemaakt waren van geüpcycled plastic. In december 2020 meldde Vogue dat ze "tientallen miljoenen sneakers gemaakt van Parley Ocean Plastic" hadden vervaardigd.
Parley heeft daarnaast samengewerkt met G-Star Raw, Porter, Stella McCartney en anderen.
In juni 2020 kondigde Parley een partnerschap van $ 50 miljoen aan met het Zuid-Azië Coöperatief Milieuprogramma en de Wereldbank om de plasticvervuiling in waterlichamen in Zuid-Azië op te ruimen. Bij het partnerschap waren acht landen betrokken, waaronder Bangladesh, India en de Malediven. Parley for the Oceans behoort, samen met JetBlue Technology Ventures en Toyota Ventures, tot de zakelijke investeerders die $40 miljoen hebben geïnvesteerd in de Air Company, een koolstofnegatieve wodkadistilleerder en fabrikant van parfums en handdesinfectiemiddelen die heterogene katalyse gebruikt om opgevangen koolstof om te zetten in ethanol.

## AIR-strategie
De 'AIR'-strategie van Parley for the Oceans roept op tot het vermijden, onderscheppen en herontwerpen van de bronnen van plasticvervuiling.
De AIR-belofte leidde ertoe dat Adidas een einde maakte aan het gebruik van plastic voor eenmalig gebruik in zijn kantoren en dat het tijdschrift Porter zich in 2019 verplichtte tot plasticvrije abonnementen.

## Onderscheiding
In 2018 ontving Parley for the Oceans de Special Recognition Award for Innovation tijdens The Fashion Awards.

## Kritiek
Anno 2023 was The Ocean Cleanup de enige organisatie die plastic afval uit de oceaan viste. Toch prijkte er op producten in winkels steeds meer het label Parley Ocean Plastic, terwijl daarvoor géén plastic was gebruikt dat uit de oceaan is opgevist. In plaats daarvan wordt er plastic gebruikt dat in de toekomst de oceaan mogelijk zou dreigen te gaan vervuilen en opgeraapt wordt op stranden en opgevist in rivieren. Plastic dat dus nog niet in de oceaan was beland, wordt verkocht als oceaanplastic.